# Macksville (Kansas)
Macksville – miasto w Stanach Zjednoczonych, w stanie Kansas, w hrabstwie Stafford.